# Dyskografia Czerwono-Czarnych
Ta strona zawiera dyskografię zespołu Czerwono-Czarni.

## Albumy studyjne
| Data wydania | Tytuł                                | Wydawnictwo                       |
| ------------ | ------------------------------------ | --------------------------------- |
| 1966         | Czerwono-Czarni                      | Polskie Nagrania „Muza” (XL-0352) |
| 1967         | 17.000.000                           | Polskie Nagrania Muza (XL-0458)   |
| 1968         | Zakochani są sami na świecie         | Pronit (XL/SXL-0491)              |
| 1968         | Msza beatowa „Pan przyjacielem moim” | Polskie Nagrania Muza (XL-0475)   |
| 1970         | Bądź dziewczyną moich marzeń         | Pronit (XL/SXL-0645)              |

## Albumy kompilacyjne
| Data wydania | Tytuł                                               | Wydawnictwo                             |
| ------------ | --------------------------------------------------- | --------------------------------------- |
| 1986         | Z archiwum polskiego beatu                          | Polskie Nagrania „Muza” (SX-2198)       |
| 1991         | Czerwono-Czarni                                     | Alcom (ALCD-001)                        |
| 1991         | Popołudnie z młodością                              | Alcom (ALCD-003)                        |
| 1995         | Obrazek z tamtych lat                               | Akar (AKCD-003)                         |
| 1998         | Mały Książę                                         | Marmit (MAR 004-2)                      |
| 1998         | Złote Przeboje                                      | Wilk Records (WR-106 CD)                |
| 2000         | Rarytasy                                            | Andromeda (CD-415)                      |
| 2004         | Czerwono-Czarni - 45 RPM: Kolekcja singli i czwórek | Yesterday (KLUB PŁYTOWY-11/12)          |
| 2010         | 40 przebojów                                        | Polskie Nagrania „Muza” (PNCD-1297 A/B) |
| 2021         | Motor i ja                                          | GAD Records (GAD CD 167)                |

## EP-ki
| Data wydania | Tytuł                                                      | Utwory | Wydawnictwo                                    |
| ------------ | ---------------------------------------------------------- | --- | ---------------------------------------------- |
| 1961         | Elevator Rock (z Markiem Tarnowskim)                       | 1. "Elevator Rock" 2. "When the Saints Go Rock 'n' Roll" 3. "Sweet Little Sixteen" 4. "Apron Strings"                                                   | Pronit (N-0169)                                |
| 1962         | Twist (z Michajem Burano)                                  | 1. "Let's Twist Again" 2. "Twist Ponny Time" 3. "Lucille" 4. "Sorrento"                                                                                 | Polskie Nagrania Muza (N-0198)                 |
| 1962         | Cowboy Story (z Tonim Keczerem)                            | 1. "Mary Lou" 2. "Sad Eyes" 3. "Cowboy Story" 4. "Ballada"                                                                                              | Pronit (N-0205)                                |
| 1962         | Malowana piosenka (z Karin Stanek)                         | 1. "Malowana piosenka" 2. "Teddy Bear" 3. "Jimmy Joe" 4. "Tutti Frutti"                                                                                 | Polskie Nagrania Muza (N-0209)                 |
| 1963         | Little Gigolo                                              | 1. "Little Gigolo" 2. "Non Stop" 3. "Angelina" 4. "C.C. Twist"                                                                                          | Polskie Nagrania Muza (N-0236)                 |
| 1963         | Cztery mile za piec (z Heleną Majdaniec)                   | 1. "Cztery mile za piec" 2. "Wieczór na redzie" 3. "Bilet w jedną stronę" 4. "Monica"                                                                   | Pronit (N-0237)                                |
| 1963         | Gdy pójdę w drogę wezmę z sobą księżyc (z Michajem Burano) | 1. "Gdy pójdę w drogę wezmę z sobą księżyc" 2. "Oczy czarne" 3. "Madame, madame" 4. "La chanson d'Orphee"                                               | Pronit (N-0238)                                |
| 1963         | Jutro będzie dobry dzień (z Heleną Majdaniec)              | 1. "Jutro będzie dobry dzień" 2. "Długi Bill" 3. "Wesoły twist" 4. "Czarny Ali Baba"                                                                    | Polskie Nagrania Muza (N-0256)                 |
| 1963         | Chłopiec z gitarą (z Karin Stanek)                         | 1. "Chłopiec z gitarą" 2. "Wio, Kary" 3. "Piosenka o warkoczykach" 4. "Gaz, panie szofer"                                                               | Pronit (N-0257)                                |
| 1963         | Pod Papugami (z Józefem Ledeckim)                          | 1. "Pod Papugami" 2. "Dwa brzegi" 3. "Wieczorna fajka" 4. "Podajmy sobie ręce"                                                                          | Polskie Nagrania Muza (N-0287)                 |
| 1963         | Wala twist (z Karin Stanek)                                | 1. "Wala twist" 2. "Jedziemy autostopem" 3. "Piosenka z uśmiechem" 4. "Biała bluzka, czarne spodnie"                                                    | Pronit (N-0289)                                |
| 1964         | Dwudziestolatki (z Maciejem Kossowskim)                    | 1. "Dwudziestolatki" 2. "Szkolny Bal" 3. "Agatko pocałuj" 4. "Nie zawsze musi być"                                                                      | Pronit (N-0302)                                |
| 1964         | Zielone Serce (z Karin Stanek)                             | 1. "Zielone Serce (Green Heart)" 2. "Katarzyna (Catherine)" 3. "Motor I Ja (The Motorcycle And Me)" 4. "Dla Młodych Ten Twist (A Twist For Young Ones)" | Polskie Nagrania Muza (N-0303)                 |
| 1964         | Remont (z Karin Stanek)                                    | 1. "Remont" 2. "Horyzont" 3. "Podarunek" 4. "Jest nas sześciu"                                                                                          | Polskie Nagrania Muza (N-0304)                 |
| 1965         | To nie grzech (z Katarzyną Sobczyk)                        | 1. "To nie grzech" 2. "Ja mam taniec, śpiew i ciebie" 3. "Nie wiem, czy to warto" 4. "Krótki list"                                                      | Polskie Nagrania Muza (N-0383)                 |
| 1965         | Nie bądź taki Szybki Bill (z Katarzyną Sobczyk)            | 1. "Nie bądź taki Szybki Bill" 2. "Zwykły żart" 3. "Pechowy dzień" 4. "Nucę sobie"                                                                      | Pronit (N-0385)                                |
| 1966         | Ten pierwszy dzień (z Tonim Keczerem)                      | 1. "Ten pierwszy dzień" 2. "Wiatr nie zawsze wieje w oczy" 3. "Kto wie o czym szumi wiatr" 4. "My reklamy nie lubimy"                                   | Polskie Nagrania Muza (N-0446)                 |
| 1966         | Lot trzmiela                                               | 1. "Lot trzmiela" 2. "Pomocnik perkusisty" 3. "Sandwicz" 4. "Znudzony fryzjer"                                                                          | Pronit (N-0447) Polskie Nagrania Muza (N-0469) |
| 1967         | Bądź dziewczyną z moich marzeń (z Jackiem Lechem)          | 1. "Bądź dziewczyną z moich marzeń" 2. "Nie bądź zła o byle co" 3. "Przed siebie idź" 4. "Wiem, że tak nie może być"                                    | Polskie Nagrania Muza (N-0470)                 |
| 1967         | Trzynastego (z Katarzyną Sobczyk)                          | 1. "Trzynastego" 2. "Skrzypek z "Kawiarni Róż"" 3. "Ja wiem nie wrócą tamte dni" 4. "Spójrz prawdzie w oczy"                                            | Pronit (N-0471)                                |
| 1968         | Co u ciebie słychać                                        | 1. "Co u ciebie słychać" 2. "Kocha, czy tylko lubi" 3. "Popatrz ile dziewcząt" 4. "Niech się kręci płyta"                                               | Polskie Nagrania Muza (N-0526)                 |
| 1969         | Gdzie szumiące topole (z Jackiem Lechem)                   | 1. "Gdzie szumiące topole" 2. "Partyzancka ballada" 3. "Do widzenia mamo" 4. "Mężczyzna nigdy nie płacze"                                               | Pronit (N-0566)                                |
| 1970         | Ja mam ciebie, ty mnie (z Jackiem Lechem)                  | 1. "Ja mam ciebie, ty mnie" 2. "Bądź dziewczyną moich marzeń" 3. "Nie mówię żegnaj" 4. "Dzień w sennym parku"                                           | Polskie Nagrania Muza (N-0618)                 |
| 1971         | Nie bój się ciemności (z Jackiem Lechem)                   | 1. "Nie bój się ciemności" 2. "Hej, dziewczyno" 3. "Ubieraj w uśmiech każdą chwilę" 4. "Wysokie drzewa"                                                 | Polskie Nagrania Muza (N-0666)                 |

## Single
| Rok wydania | Tytuł                                                                          | Wydawnictwo     |
| ----------- | ------------------------------------------------------------------------------ | --------------- |
| 1963        | "Whole Lotta of Shaking Gain' On" / "Sailor"                                   | Pronit (SP-74)  |
| 1964        | "O mnie się nie martw" / "Był taki ktoś"                                       | Pronit (SP-114) |
| 1966        | "Mały Książę" / "Ani mi się śni"                                               | Pronit (SP-169) |
| 1966        | "Ten pierwszy dzień" / "Tato kup mi dżinsy"                                    | Pronit (SP-170) |
| 1968        | "Wiatr nie zawsze wieje w oczy" / "Trudno mieć 16 lat" (Zespół Studia Rytm)    | Pronit (SP-172) |
| 1968        | "Zakochani są sami na świecie" / "Gdyby tak zmienił się świat" (zesp. Passaty) | Pronit (SP-177) |
| 1967        | "Siedemnaście milionów" / "Cygańska wróżba"                                    | Pronit (SP-179) |
| 1968        | "Opowiedz mi swoją historię" / "Napiszę do ciebie z dalekiej podróży"          | Pronit (SP-234) |